# Đường Ley

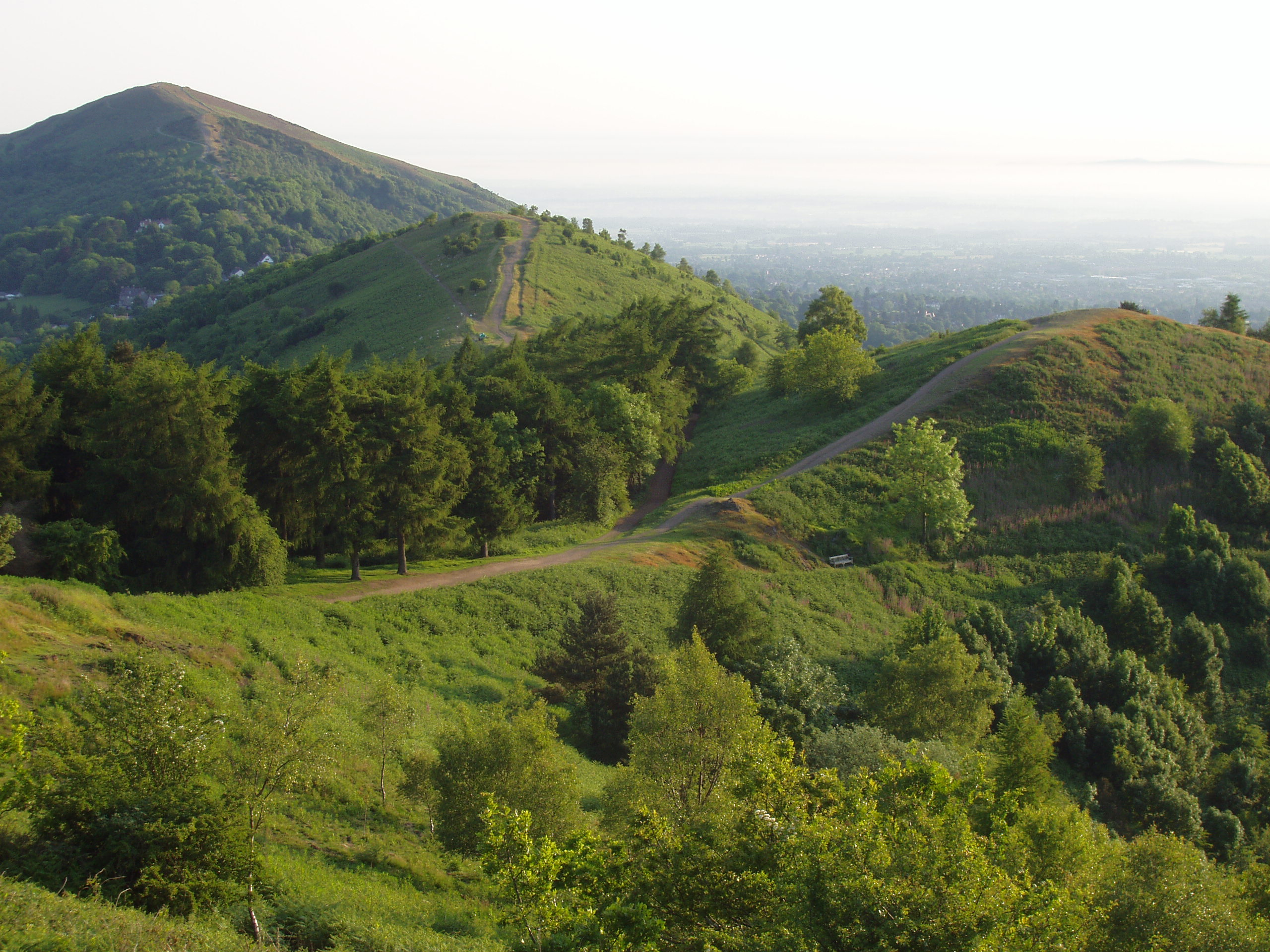
Đồi Malvern ở Vương quốc Liên hiệp Anh, mà Alfred Watkins cho biết có một đường Ley chạy dọc theo sườn núi của chúng.

Đường Ley (/leɪ/) là đường thẳng được vẽ giữa những công trình lịch sử khác nhau và các điểm mốc nổi bật. Ý tưởng này dần hình thành vào đầu thế kỷ 20 ở châu Âu, với phe ủng hộ đường Ley lập luận rằng những liên kết này từng được các xã hội cổ đại công nhận rồi cố tình dựng lên những công trình nằm dọc theo con đường này. Kể từ thập niên 1960, các thành viên theo phong trào Bí ẩn Trái Đất và tập tục bí truyền khác thường tin rằng những đường Ley như vậy phân định "năng lượng Trái Đất" và đóng vai trò là sự chỉ dẫn dành cho tàu vũ trụ của người ngoài hành tinh. Giới khảo cổ học và khoa học gia coi đường Ley là một ví dụ của ngụy khảo cổ học và ngụy khoa học.
Ý tưởng về "Ley" như những con đường thẳng băng qua phong cảnh được nhà nghiên cứu đồ cổ người Anh Alfred Watkins đưa ra vào thập niên 1920, đặc biệt là trong cuốn sách của ông có nhan đề The Old Straight Track. Ông cho rằng đường thẳng này có thể được vẽ giữa những công trình lịch sử khác nhau và nó đại diện cho các tuyến đường thương mại do các xã hội cổ đại của người Anh tạo ra. Dù thu hút được một lượng nhỏ người theo dõi, nhưng ý tưởng của Watkins không bao giờ được tổ chức khảo cổ học của Anh chấp nhận, một thực tế khiến ông thất vọng. Giới phê bình của ông lưu ý rằng ý tưởng của ông dựa trên việc vẽ những đường này giữa các địa điểm được thiết lập vào các thời kỳ khác nhau trong quá khứ. Họ còn lập luận rằng trong thời tiền sử, cũng như hiện tại, việc đi lại trên một đường thẳng băng qua các vùng đồi núi của Anh là không thực tế, khiến cho những con đường thương mại của Anh không thể nào là con đường thương mại được. Không phụ thuộc vào ý tưởng của Watkins, một quan niệm tương tự—của Heilige Linien ('đường thiêng liêng')—được nêu ra vào thập niên 1920 ở Đức.
Trong thập niên 1960, những ý tưởng của Watkins lại được hồi sinh dưới dạng thay hình đổi dạng từ những người Anh ủng hộ phong trào Bí ẩn Trái Đất đậm chất phản văn hóa. Năm 1961, Tony Wedd đưa ra niềm tin rằng đường Ley được các cộng đồng người tiền sử lập ra nhằm đưa đường chỉ lối cho tàu vũ trụ của người ngoài hành tinh. Quan điểm này mang đến nhiều đối tượng hơn trong các cuốn sách của John Michell, đặc biệt là tác phẩm năm 1969 có tên gọi The View Over Atlantis. Các ấn phẩm của Michell đi kèm với sự ra mắt của tạp chí Ley Hunter và sự xuất hiện của một cộng đồng thợ săn Ley quan tâm đến việc xác định đường Ley trên toàn bộ phong cảnh nước Anh. Thợ săn Ley thường kết hợp việc tìm kiếm đường Ley của họ với các phương pháp bí truyền khác như cảm xạ và thần số học và với niềm tin vào Kỷ nguyên Bảo Bình sắp tới sẽ làm biến đổi xã hội loài người. Mặc dù thường bày tỏ thải độ thù địch với giới khảo cổ học, một số thợ săn Ley đã cố gắng xác minh bằng chứng khoa học cho niềm tin của họ vào năng lượng Trái Đất tại những địa danh thời tiền sử, bằng chứng mà họ không thể nào có được. Sau những chỉ trích liên tục từ giới khảo cổ học, cộng đồng thợ săn Ley đã tan rã vào thập niên 1990, với một số người ủng hộ chủ chốt của nhóm này đành từ bỏ ý tưởng và chuyển sang nghiên cứu khảo cổ học phong cảnh và dân tục học. Tuy vậy, niềm tin vào đường Ley vẫn còn phổ biến trong một số nhóm tôn giáo bí truyền, chẳng hạn như các hình thức của Pagan giáo thời hiện đại, ở cả châu Âu lẫn Bắc Mỹ.
Giới khảo cổ học lưu ý rằng không có bằng chứng nào cho thấy đường Ley là một hiện tượng được công nhận trong các xã hội cổ đại ở châu Âu và nỗ lực vẽ chúng thường dựa vào việc liên kết những công trình với nhau được xây dựng trong các thời kỳ lịch sử khác nhau. Giới khảo cổ học và thống kê học đã chứng minh rằng sự phân bố ngẫu nhiên của một số lượng đủ các điểm trên một mặt phẳng chắc chắn sẽ tạo ra sự liên kết các điểm ngẫu nhiên hoàn toàn là do tình cờ. Phe hoài nghi cũng nhấn mạnh rằng ý tưởng bí truyền về năng lượng Trái Đất chạy dọc theo đường Ley vẫn chưa được xác minh một cách khoa học, vẫn còn là một niềm tin cho những ai tin vào nó.